# Авакумович, Йован
Йо́ван Аваку́мович (серб. Јован Авакумовић; 1 января 1841, Белград — 3 августа 1928) — сербский государственный деятель.
В кабинетах Йована Ристича 1880 и 1887 гг. был министром юстиции, а в промежуточное время — членом кассационного суда. Во время регентства был (1892—1893) министром-президентом и министром иностранных дел. Позже занимался адвокатурой в Белграде.
После смерти Ристича (1899) стал вождём либеральной партии. Когда был убит король Александр Обренович, Авакумович стал во главе временного министерства. Оно было утверждено вновь избранным королём Петром, но в октябре 1903 г., после выборов в скупщину, уступило место кабинету Груича.
Он умер в Рогашке Слатина в современной Словении 3 августа 1928 года и был похоронен в Белграде.